# Katastrofa lotu Aerofłot 3519
Katastrofa lotu Aerofłot 3519 - katastrofa lotnicza, która wydarzyła się 23 grudnia 1984 roku nieopodal portu lotniczego w Krasnojarsku. Samolot Tupolew Tu-154 radzieckich linii lotniczych Aerofłot rozbił się podczas próby awaryjnego lądowania z powodu awarii prawego silnika. W wypadku zginęło 110 osób, ocalała jedynie jedna.

## Samolot
Samolotem, który uległ wypadkowi był radziecki Tupolew Tu-154 należący do narodowego przewoźnika ZSRR - Aerofłotu. Posiadał numery rejestracyjne CCCP-85338, w chwili katastrofy miał wylatane 8955 godzin lotu. Feralnego dnia, kapitanem samolotu był Wiktor Fałkow, a drugim pilotem był Jurij Bieławin.

## Przebieg wypadku
Samolot wystartował z lotniska w Krasnojarsku o godzinie 14:08 czasu krasnojarskiego i kierował się w stronę Irkucka oddalonego o 879 kilometrów. Na wysokości 6690 stóp, około dwie minuty po starcie silnik nr 3 uległ awarii i stanął w płomieniach. W wyniku pomyłki inżyniera pokładowego omyłkowo wyłączony został działający silnik nr 2 znajdujący się w ogonie samolotu. Załoga zdała sobie sprawę z błędu, dlatego od razu próbowała uruchomić sprawny silnik ponownie. Odbyły się również próby uruchomienia systemu gaśniczego silnika nr 3, który nie zadziałał, gdyż nie odcięto dopływu paliwa do płonącego silnika. Podczas prób awaryjnego powrotu na lotnisku w Krasnojarsku pożar rozprzestrzenił się również na pylon oraz agregat prądotwórczy APU, uszkadzając większość systemów elektrycznych i hydraulicznych. Z jedną sprawną jednostką napędową oraz niesprawnymi systemami kontroli lotu załoga nie była w stanie bezpiecznie wylądować. Podczas podejścia do lądowania maszyna gwałtownie przechyliła się w prawo o 50 stopni i rozbiła się na pasie startowym. Zginęli wszyscy na pokładzie poza 27-letnim mężczyzną, który został poważnie ranny.

## Przyczyny
Śledztwo wykazało, iż przyczyną awarii i pożaru silnika nr 3 było pęknięcie tarczy sprężarki niskiego ciśnienia wywołane zmęczeniem materiału oraz wadą produkcyjną. Pęknięcie to spowodowało, że odłamki sprężarki uszkodziły wiele systemów silnika, takich jak układ paliwowy, co doprowadziło do pożaru. Do wypadku przyczyniła się też błędna ocena załogi, która wyłączyła sprawny silnik oraz uruchomienie systemu gaśniczego bez uprzedniego odcięcia dopływu paliwa.